# Museu Marítim d'Estònia
El Museu Marítim d'Estònia —en estonià: Eesti Meremuuseum— està ubicat a la torre «Margarida la Grossa», al nucli antic de Tallinn. El museu presenta la història dels vaixells i la navegació a Estònia i relacionada amb Estònia. Altres seus del Museu Marítim són el museu de mines i el museu del Port d'Hidroavions, on s'exhibeixen embarcacions.

## Història
El museu va ser fundat el febrer de 1935 per antics capitans i mariners. El novembre de 1940, després de l'inici de l'ocupació soviètica d'Estònia, el museu va ser tancat i la seva col·lecció traslladada a la torre Kiek in de Kök. L'edifici original del museu va ser destruït durant la guerra.
Després de la Segona Guerra Mundial, la col·lecció del museu va ser distribuïda entre el Museu Municipal de Tallinn i altres museus locals. El 1961, el museu va ser restablert. El 1977, com a part d'un pla de restauració del nucli antic en preparació per als Jocs Olímpics de Moscou de 1980, el museu va ser novament tancat i reobert l'abril de 1981.
Des de 1981, la seva exposició principal es troba a la torre «Margarida la Grossa». Un segon museu va ser inaugurat el maig de 2012 al Port d'Hidroavions.

## Margarida la Grossa

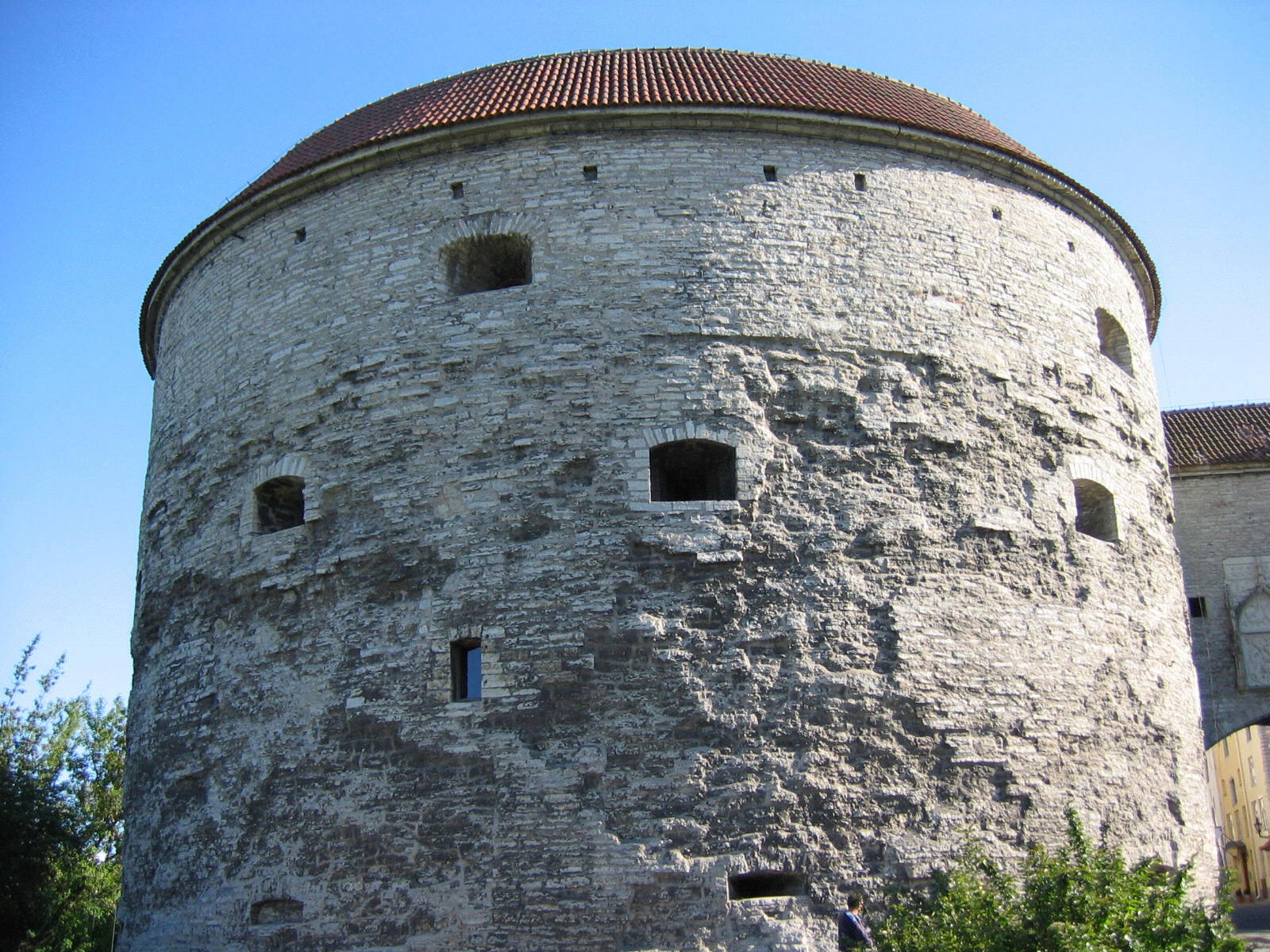
Torre de «Margaret la Gorda».

La torre Margarida la Grossa —en estonià: Paks Margareeta, també coneguda en alemany com a Dicke Margarethe— va ser construïda a començaments del Segle XVI —entre 1511 i 1530— durant la reconstrucció del sistema de portes medievals de la ciutat. L'etimologia del nom de la torre prové del fet que era la part més gran de les fortificacions de la ciutat, amb murs de 25 metres de diàmetre, 20 metres d'altura i fins a 5 metres de gruix. A més de servir com a fortificació contra possibles invasors que arribaven al port de la ciutat, també va ser construïda per impressionar els visitants que arribaven per mar.